# Aphoebantus obtectus
Aphoebantus obtectus är en tvåvingeart som beskrevs av Axel Leonard Melander 1950. Aphoebantus obtectus ingår i släktet Aphoebantus och familjen svävflugor. Inga underarter finns listade i Catalogue of Life.